# Liste der Wirtschaftshochschulen in Polen
Dies ist eine Liste der staatlichen Wirtschaftsuniversitäten und gleichgestellten Wirtschaftshochschulen mit Promotionsrecht (wie Akademien) in Polen. 
Es gibt in Polen zurzeit fünf staatliche (in Trägerschaft des Ministeriums für Wissenschaft und Hochschulwesen) unabhängige oben genannte Hochschulen für Wirtschaftswissenschaften.

## Staatliche Wirtschaftshochschulen
- Wirtschaftsuniversität Breslau
- Wirtschaftsuniversität Kattowitz
- Wirtschaftsuniversität Krakau
- Wirtschaftsuniversität Posen
- Wirtschaftsuniversität Warschau